# LMArena
LMArena (anciennement Chatbot Arena) est une plateforme web publique qui évalue les grands modèles linguistiques (LLM) en proposant des duels. Les utilisateurs saisissent des questions auxquelles deux modèles anonymes proposent une réponse. Les utilisateurs votent pour le modèle ayant donné la meilleure réponse. L'identité des deux modèles est ensuite révélée et le classement global du site (benchmark) est mis à jour. Les utilisateurs peuvent également directement choisir des modèles à tester,.
LMArena est une plateforme connue dans le secteur de l'intelligence artificielle. De grandes entreprises fournissent leurs modèles de langage à grande échelle, tels que GPT-4o, o1, Gemini et Claude, et utilisent leurs classements pour les tester avant leurs sorties officielles. L'entreprise chinoise DeepSeek a notamment testé ses prototypes de modèles sur LMArena des mois avant que son modèle R1 ne suscite l'intérêt des médias occidentaux. 
Cependant, la méthodologie d'évaluation de LMArena pour les modèles de langage à grande échelle a été examinée dans des universitaires, qui ont identifié des limites spécifiques et suggéré des axes d'amélioration. La plateforme a depuis mis en œuvre des mises à jour pour limiter les bais possibles lors des votes.